# Единый перечень коренных малочисленных народов Российской Федерации
Единый перечень коренных малочисленных народов Российской Федерации утверждён постановлением Правительства Российской Федерации от 24 марта 2000 года № 255, а также изменён согласно постановлениям от 13 октября 2008 г. № 760, от 18 мая 2010 г. № 352, 17 июня 2010 г. № 453, 2 сентября 2010 г. № 669, 26 декабря 2011 г. № 1145, 25 августа 2015 г. № 880, 18 декабря 2021 № 2356.
Единый перечень коренных малочисленных народов Российской Федерации
| Народ              | Субъект Российской Федерации | Численность в РФ (чел.) перепись 2021 |
| ------------------ | --- | ------------------------------------- |
| Абазины            | Карачаево-Черкесская Республика | 41793                                 |
| Алеуты             | Камчатский край | 397                                   |
| Алюторцы           | Камчатский край | 96                                    |
| Бесермяне          | Удмуртская Республика | 2036                                  |
| Вепсы              | Республика Карелия, Ленинградская область, Вологодская область | 4534                                  |
| Водь               | Ленинградская область | 99                                    |
| Долганы            | Красноярский край, Республика Саха (Якутия) | 8157                                  |
| Ижорцы             | Ленинградская область | 210                                   |
| Ительмены          | Камчатский край, Магаданская область | 2596                                  |
| Камчадалы          | Камчатский край, Магаданская область | 1547                                  |
| Кереки             | Чукотский автономный округ | 23                                    |
| Кеты               | Красноярский край | 1088                                  |
| Коряки             | Камчатский край, Чукотский автономный округ, Магаданская область | 7485                                  |
| Кумандинцы         | Алтайский край, Республика Алтай, Кемеровская область | 2408                                  |
| Манси              | Ханты-Мансийский автономный округ, районы Тюменской области, Свердловская область, Республика Коми                                                                                                  | 12228                                 |
| Нагайбаки          | Челябинская область | 5719                                  |
| Нанайцы            | Хабаровский край, Приморский край, Сахалинская область | 11623                                 |
| Нганасаны          | Красноярский край | 687                                   |
| Негидальцы         | Хабаровский край | 481                                   |
| Ненцы              | Ямало-Ненецкий автономный округ, Ненецкий автономный округ, районы Архангельской области, Красноярский край, Ханты-Мансийский автономный округ, Республика Коми                                     | 49646                                 |
| Нивхи              | Хабаровский край, Сахалинская область | 3842                                  |
| Ороки (ульта)      | Сахалинская область | 268                                   |
| Орочи              | Хабаровский край, Магаданская область | 527                                   |
| Саамы              | Мурманская область | 1530                                  |
| Селькупы           | Ямало-Ненецкий автономный округ, районы Тюменской области, Томская область, Красноярский край | 3458                                  |
| Сету (сето)        | Псковская область | 234                                   |
| Сойоты             | Республика Бурятия | 4368                                  |
| Тазы               | Приморский край | 235                                   |
| Теленгиты          | Республика Алтай | 2730                                  |
| Телеуты            | Кемеровская область | 2217                                  |
| Тофалары (тофа)    | Иркутская область | 719                                   |
| Тубалары           | Республика Алтай | 3620                                  |
| Тувинцы - тоджинцы | Республика Тыва | 7278                                  |
| Удэгейцы           | Приморский край, Хабаровский край | 1325                                  |
| Ульчи              | Хабаровский край | 2472                                  |
| Ханты              | Ханты-Мансийский автономный округ, Ямало-Ненецкий автономный округ, районы Тюменской области, Томская область, Республика Коми                                                                      | 31467                                 |
| Челканцы           | Республика Алтай | 1290                                  |
| Чуванцы            | Чукотский автономный округ, Магаданская область | 900                                   |
| Чукчи              | Чукотский автономный округ, Камчатский край, Республика Саха (Якутия) | 16200                                 |
| Чулымцы            | Томская область, Красноярский край | 382                                   |
| Шапсуги            | Краснодарский край | 1914                                  |
| Шорцы              | Кемеровская область, Республика Хакасия, Республика Алтай | 10507                                 |
| Эвенки             | Республика Саха (Якутия), Красноярский край, Хабаровский край, Амурская область, Сахалинская область, Республика Бурятия, Иркутская область, Забайкальский край, Томская область, Тюменская область | 39226                                 |
| Эвены (ламуты)     | Республика Саха (Якутия), Хабаровский край, Магаданская область, Чукотский автономный округ, Камчатский край                                                                                        | 19913                                 |
| Энцы               | Красноярский край | 201                                   |
| Эскимосы           | Чукотский автономный округ, Камчатский край | 1657                                  |
| Юкагиры            | Республика Саха (Якутия), Магаданская область, Чукотский автономный округ | 1802                                  |